# Widescreen Ultra eXtended Graphics Array
Widescreen Ultra eXtended Graphics Array (WUXGA) är en skärmupplösning på 1920×1200  (2 304 000) pixlar med ett format på 16:10.
Det är en wide-version av UXGA och är lämplig för att titta på HDTV (ATSC). HDTV använder en 1920×1080 bild i 16:9 vilket visas bra i WUXGA.

## Jämförelsetabell
| Namn            | Bredd (pixlar) | Höjd (pixlar) | Upplösning (megapixlel) | Bildförhållande | Procentuell skillnad i pixlar | Procentuell skillnad i pixlar | Procentuell skillnad i pixlar | Procentuell skillnad i pixlar | Procentuell skillnad i pixlar | Normal storlek | Icke-wide version | Användningsområden                                               |
| Namn            | Bredd (pixlar) | Höjd (pixlar) | Upplösning (megapixlel) | Bildförhållande | Wide XGA                      | WSXGA                         | WSXGA+                        | WUXGA                         | WQXGA                         | Normal storlek | Icke-wide version | Användningsområden                                               |
| --------------- | -------------- | ------------- | ----------------------- | --------------- | ----------------------------- | ----------------------------- | ----------------------------- | ----------------------------- | ----------------------------- | -------------- | ----------------- | ---------------------------------------------------------------- |
| Wide XGA        | 1366           | 768           | 1.05                    | 1.78            | 0%                            | −19%                          | −41%                          | −54%                          | −74%                          | 15"–19"        | XGA               | Normalt; visar 720p (1280x720).                                  |
| WSXGA Wide XGA+ | 1440           | 900           | 1.3                     | 1.6             | 24%                           | 0%                            | −27%                          | −44%                          | −68%                          | 15"–19"        | XGA+              |                                                                  |
| WSXGA+          | 1680           | 1050          | 1.76                    | 1.6             | 68%                           | 36%                           | 0%                            | −23%                          | −57%                          | 20"–22"        | SXGA+             |                                                                  |
| WUXGA           | 1920           | 1200          | 2.3                     | 1.6             | 120%                          | 78%                           | 31%                           | 0%                            | −44%                          | 23"–28"        | UXGA              | Visar 2 fulla sidor text sida vid sida; visar 1080p (1920x1080). |
| WQXGA           | 2560           | 1600          | 4.1                     | 1.6             | 290%                          | 216%                          | 132%                          | 78%                           | 0%                            | 30"+           | QXGA              | Avancerad grafisk design; andra professionella applikationer.    |